# Kjell Aukrust
Kjell Aukrust (19 marzo 1920 – Alvdal, 24 dicembre 2002) è stato un poeta e scrittore norvegese.

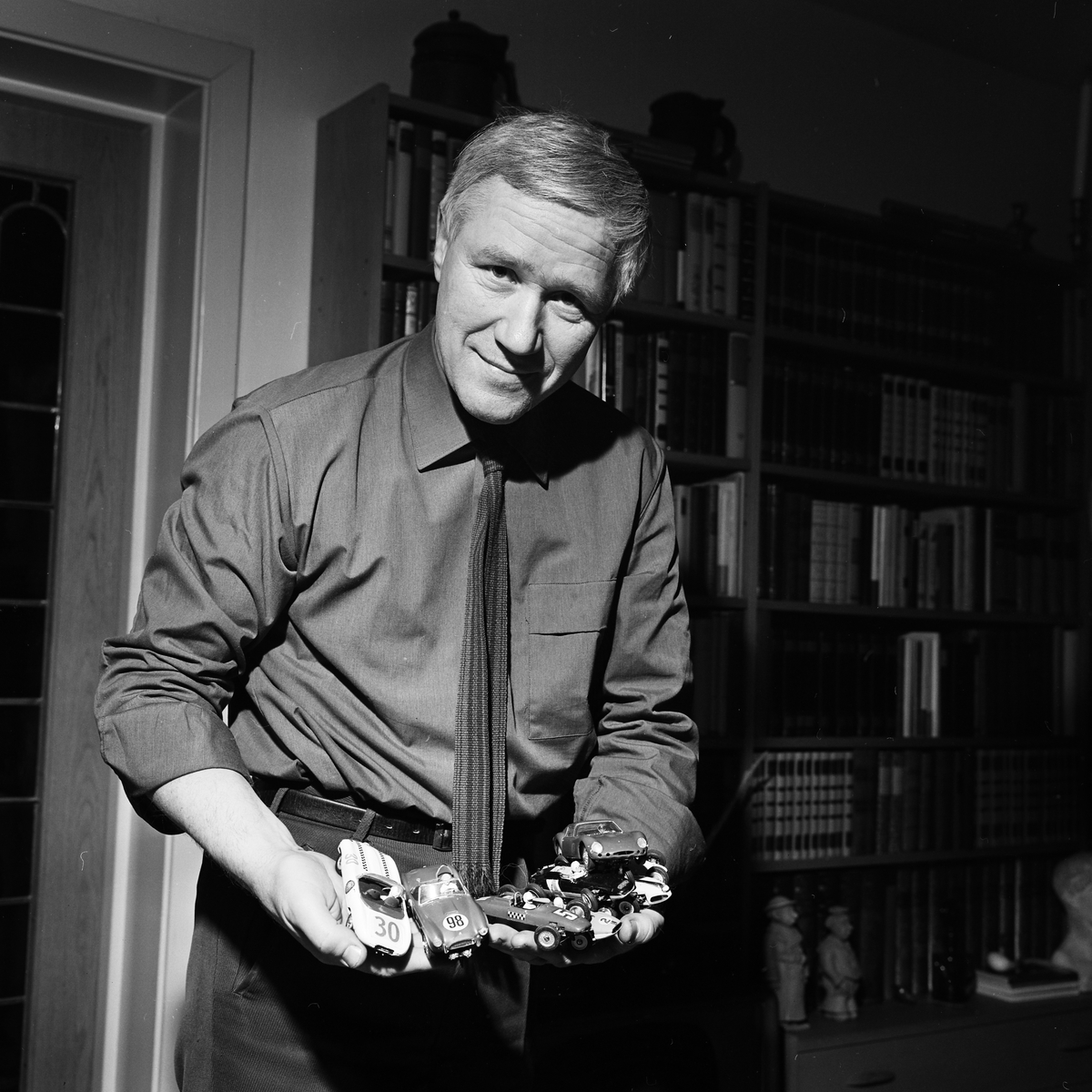
Aukrust, 1965

È il nipote del poeta romantico Olav Aukrust. È conosciuto per aver raccontato la propria infanzia nella propria città natale nei libri Simen, Bonden e Bror Min, come anche per la creazione del villaggio immaginario di Flåklypa e dei suoi eccentrici abitanti.
Questo villaggio diventò lo sfondo del film animato realizzato con la tecnica dello stop motion Flåklypa Grand Prix, diretto da Ivo Caprino (1975). Il film fu un grande successo e venne tradotto in più di settanta lingue.